# Канал Сен-Мартен

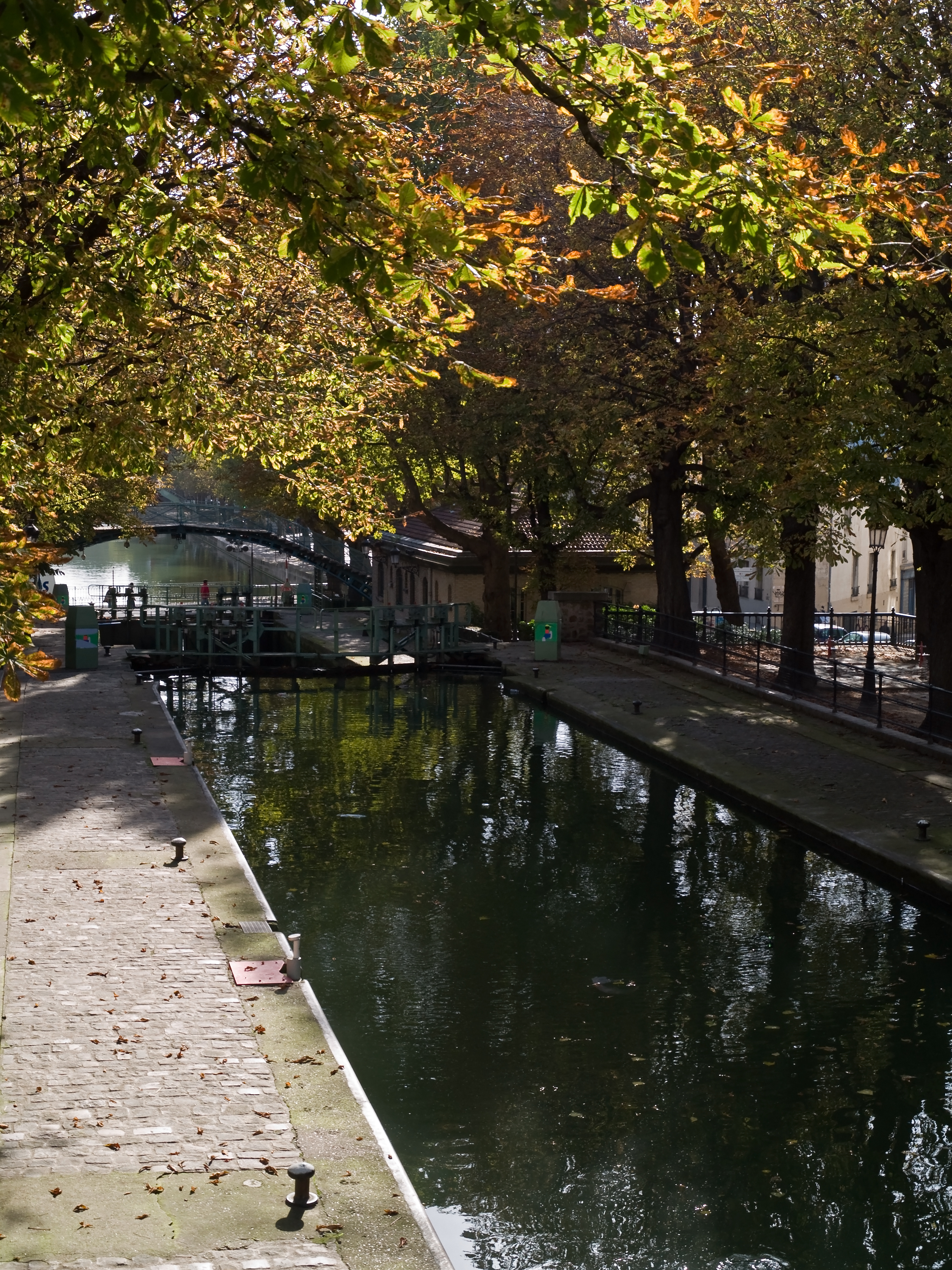
Канал Сен-Мартен

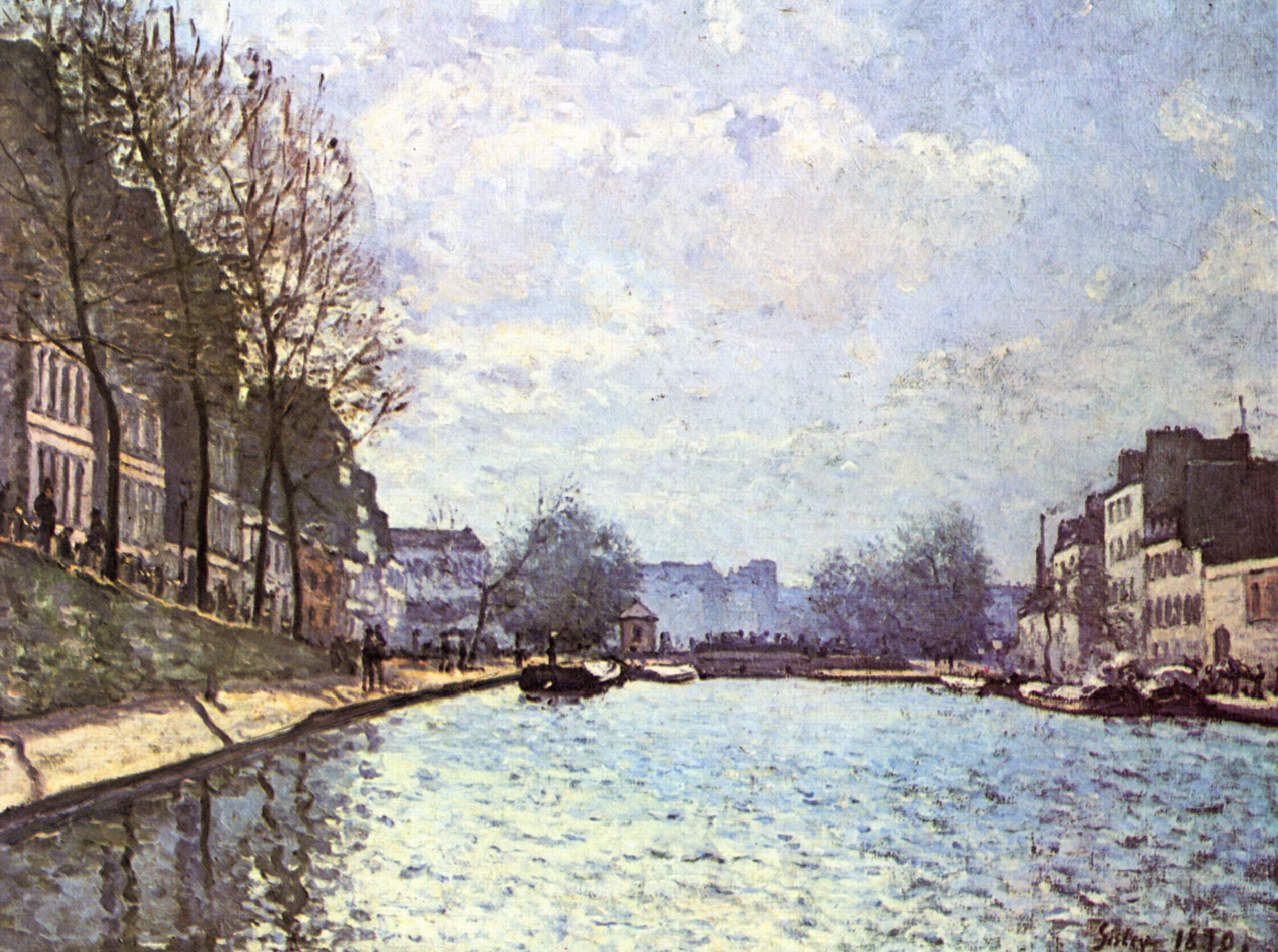
Вид на канал Сен-Мартен в Парижі, художник Альфред Сіслей, (Музей д'Орсе, 1870)

Канал Сен-Мартен (фр. Canal Saint-Martin) — канал у Парижі, довжиною 4,55 км, прокопаний в 1822—1826 для водопостачання паризьких фонтанів й розвантаження річкового судноплавства. Тоді з цією метою було вирішено перетворити притоку Марни — Урк — в канал, що перетинає східну частину столиці на правому березі Сени аж до Бастилії, де канал з'єднується з Сеною. Для фінансування проєкту було запроваджено паризький податок на продаж вина. За Наполеона III канал був частково накритий для створення паризьких бульварів, і двокілометрова частина каналу стала підземною.

## Короткий опис
Від Сени канал проходить по межі 4-го і 12-го округів спочатку як Арсенальська водойма (фр. bassin de l'Arsenal), чий порт (фр. port l'Arsenal) вміщає до 180 суден, потім перед площею Бастилії йде під землю, виходячи на поверхню неподалік від площі Республіки, після Сталінградської площі в 19-му окрузі стає Ла-Вілеттською водоймою і каналом Урк, що закінчується в парку Ла Вілетт.
Статуя Ла-Грізетт (фр. La Grisette) на бульварі Жюль-Феррі — у місці, де канал йде під землю — встановлена на згадку про паризьку робітницю 1830-х, що прославилася своєю життєрадісністю і фривольністю.
Наприкінці XX століття втратив свою економічну доцільність. У 1960-х розроблявся проєкт заміни каналу на швидкісну автотрасу, але був припинений через невдоволення парижан. На каналі діють 9 шлюзів . Сьогодні канал використовується для туристичних прогулянок.
У грудні 2006 за ініціативою громадської асоціації «Діти Дон Кіхота» (Les Enfants de Don Quichotte) вздовж каналу були встановлені червоні намети для бездомних, що стали частиною передвиборчої кампанії кандидатів, які виступали за право на житлову площу для всіх.

## У кінематографі
Канал Сен-Мартен можна побачити в багатьох відомих фільмах, наприклад, в «Північному готелі» (1938) або в фільмі «Амелі», що з'явився 2001 року.